# Rubus clarus
Rubus clarus är en rosväxtart som beskrevs av Liberty Hyde Bailey. Rubus clarus ingår i släktet rubusar, och familjen rosväxter. Inga underarter finns listade i Catalogue of Life.